# Brawn of the North
Brawn of the North é um filme mudo estado-unidense, do género drama, realizado e produzido por Laurence Trimble e Jane Murfin e protagonizado por Irene Rich e pelo cão Strongheart.
Estreou-se nos Estados Unidos a 12 de novembro de 1922 pela Associated First National Pictures. O filme é considerado perdido.

## Elenco
- Irene Rich como Marion Wells
- Lee Shumway como Peter Coe
- Joseph Barrell como Howard Burton
- Roger James Manning como Lester Wells
- Philip Hubbard como missionário
- Jean Metcalfe como esposa do missionário

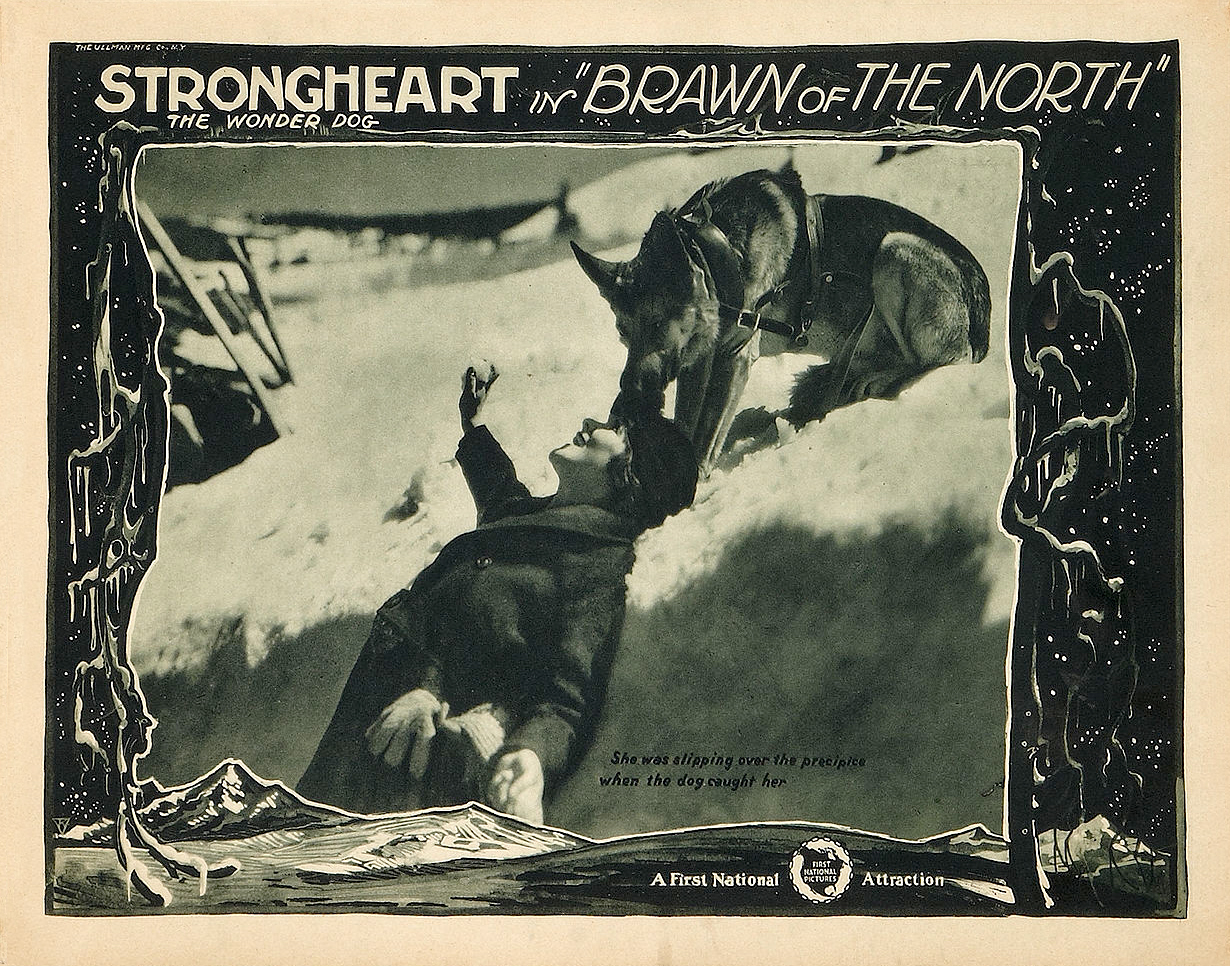
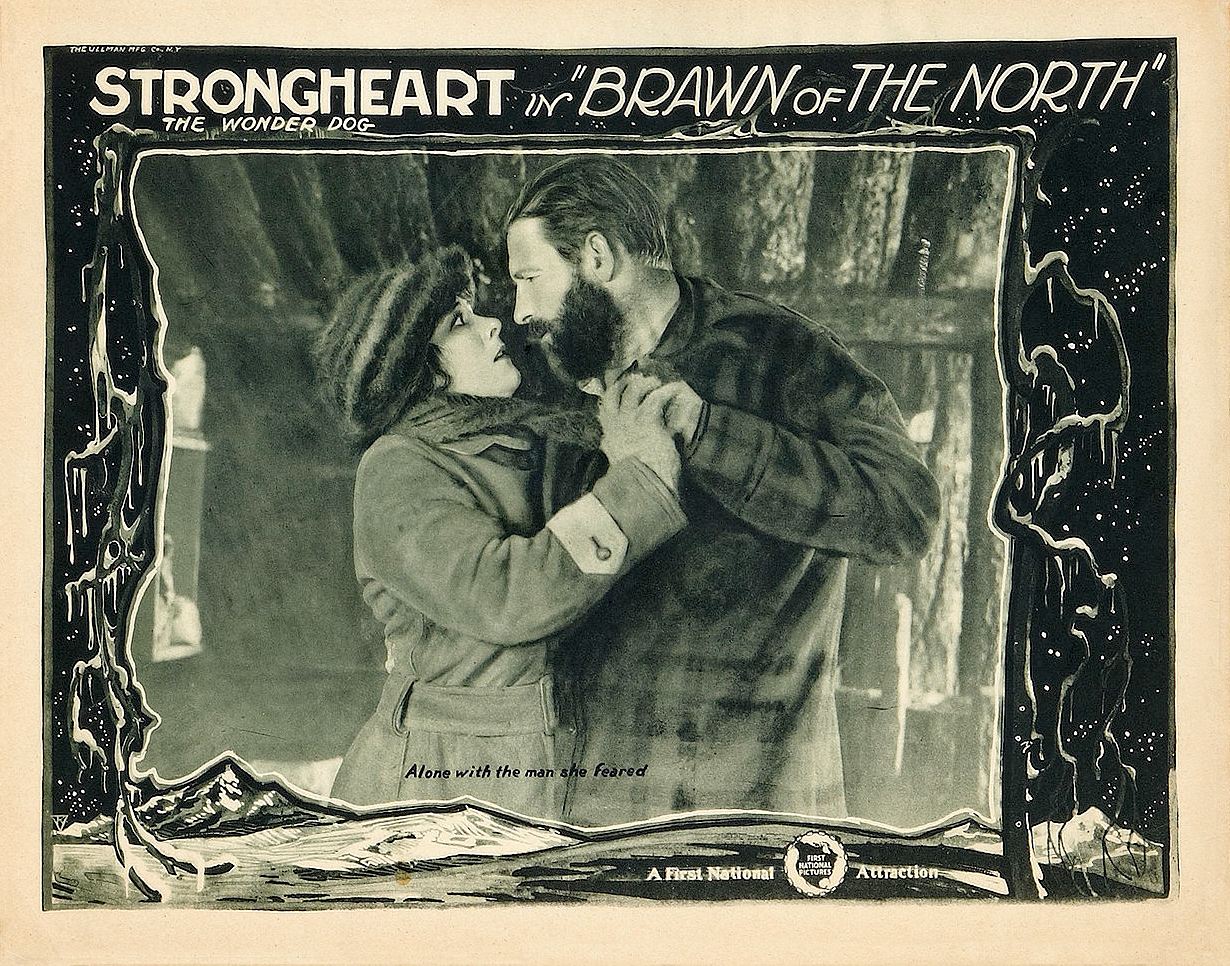

- Baby Evangeline Bryant como bebé
- Strongheart, o cão